# Полиці (Вараський район)
Поли́ці — село в Україні, центр Полицької сільської громади Вараського району Рівненської області. Населення становить 1240 осіб.

## Розташування
Село Полиці розташоване у межиріччі Стиру та Горині. Біля села наявний витік річки Вирка.
Полиці є центром сільської ради, розташоване за 30 км від районного центру і за 25 км від м. Вараша, де діє Рівненська АЕС. Сільраді підпорядковані три населені пункти: Веретено, Іванчі, Сошники. В селі розташована дерев'яна церква Воздвиження Животворящого Хреста Господнього, УПЦ МП, 1901 року.

## Історія
Перша письмова згадка датована 1629 роком. Та на основі знайдених речових історичних джерел можна вважати, що поселення людей на цій території з'явилися ще в давнину.
Події національно-визвольної війни під проводом Богдана Хмельницького не обминули й цього краю. У 1651 році тут проходили козацькі полки під керівництвом Івана Богуна (після битви під Берестечком).
У період Північної війни, у травні 1709 року в районі села воювали шведські та російські війська. Війська Карла XII стояли під с. Осниця, Волинської області, а Петра І — під с. Кричильськ, Рівненської області.
У роки Першої світової війни край був або прифронтовою територією, або ж тут безпосередньо велися бойові дії. Улітку 1916 року перед Брусиловським проривом, неподалік від села проходив фронт.
Після закінчення воєн край залишився у складі Польщі. На території села активно діяла ОУН.
У липні 1941 року Полиці були окуповані німецькими військами. У районі села діяли радянські партизанські загони, а також загони ОУН-УПА. Влітку 1943 року на третій день Трійці, поляками були спалені села Іванчі і Веретено. Жителі Веретено звернулися за допомогою до німецького коменданта станції Рафалівка, однак отримали відмову.
Полиці врятували «власівці» під командуванням капітана Червоної армії Тареєва. Виїхавши з Рафалівки на двох підводах з кулеметами, вони відрізали полякам доступ у Полиці після розгрому Веретена. Жертви польської акції (понад 50 чоловік) захоронені на місцевому кладовищі.
У відповідь на винищення українців, збройні формування УПА, за участі місцевого населення, спалили польські поселення Гали й Тур. Число жертв-поляків невідоме. Решта поляків німці етапом вивезли до Польщі. 
14 січня 1944 року село було звільнене від німецьких військ. 207 чоловік з с. Полиці брали участь у боях на фронтах німецько-радянської війни. З них 52 воїни загинули. 83 нагороджено орденами і медалями.

## Населення
За переписом населення 2001 року в селі мешкало 1 259 осіб.

### Мова
Розподіл населення за рідною мовою за даними перепису 2001 року:
| Мова       | Кількість | Відсоток |
| ---------- | --------- | -------- |
| українська | 1267      | 99.06%   |
| російська  | 12        | 0.94%    |
| Усього     | 1279      | 100%     |

## Галерея

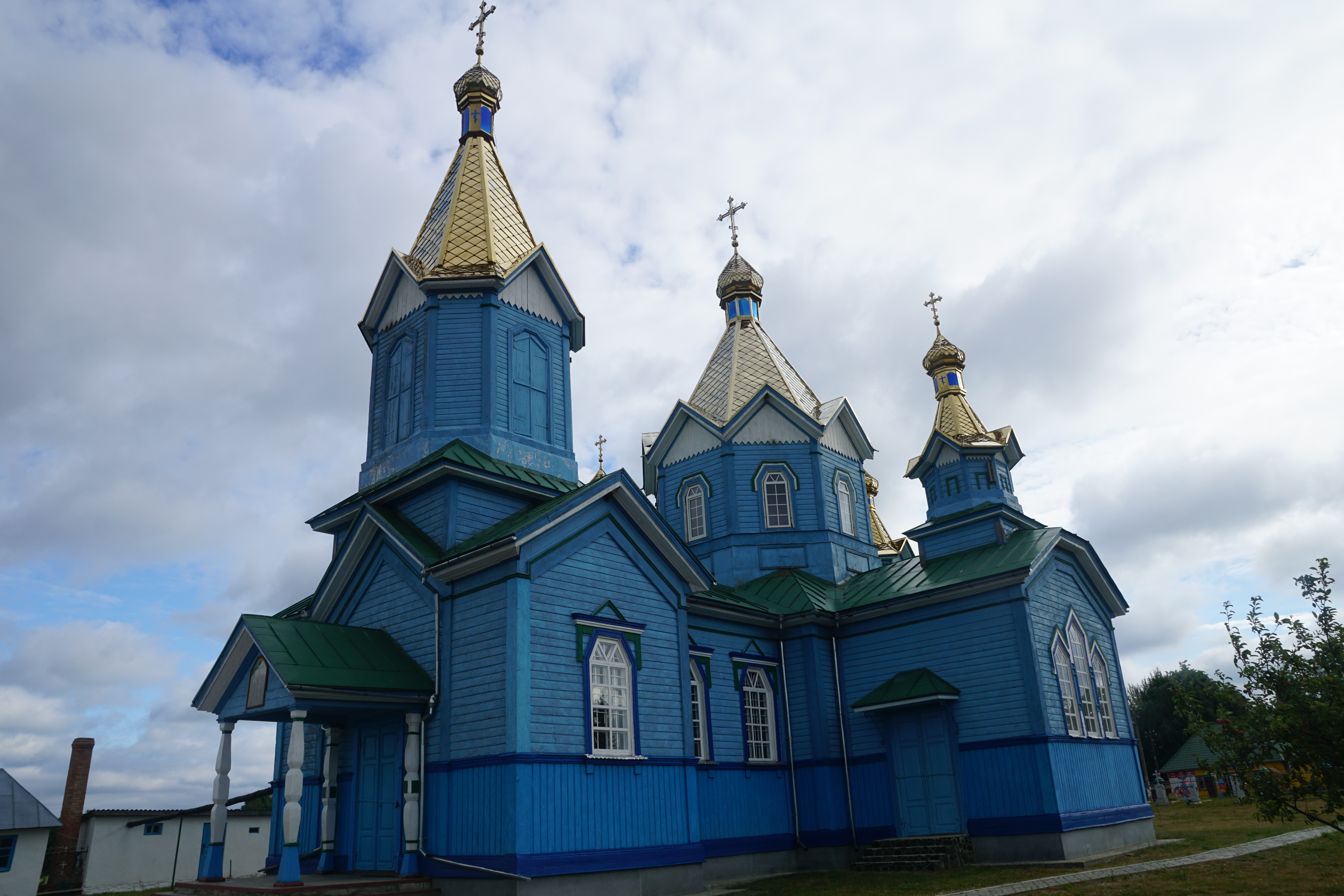
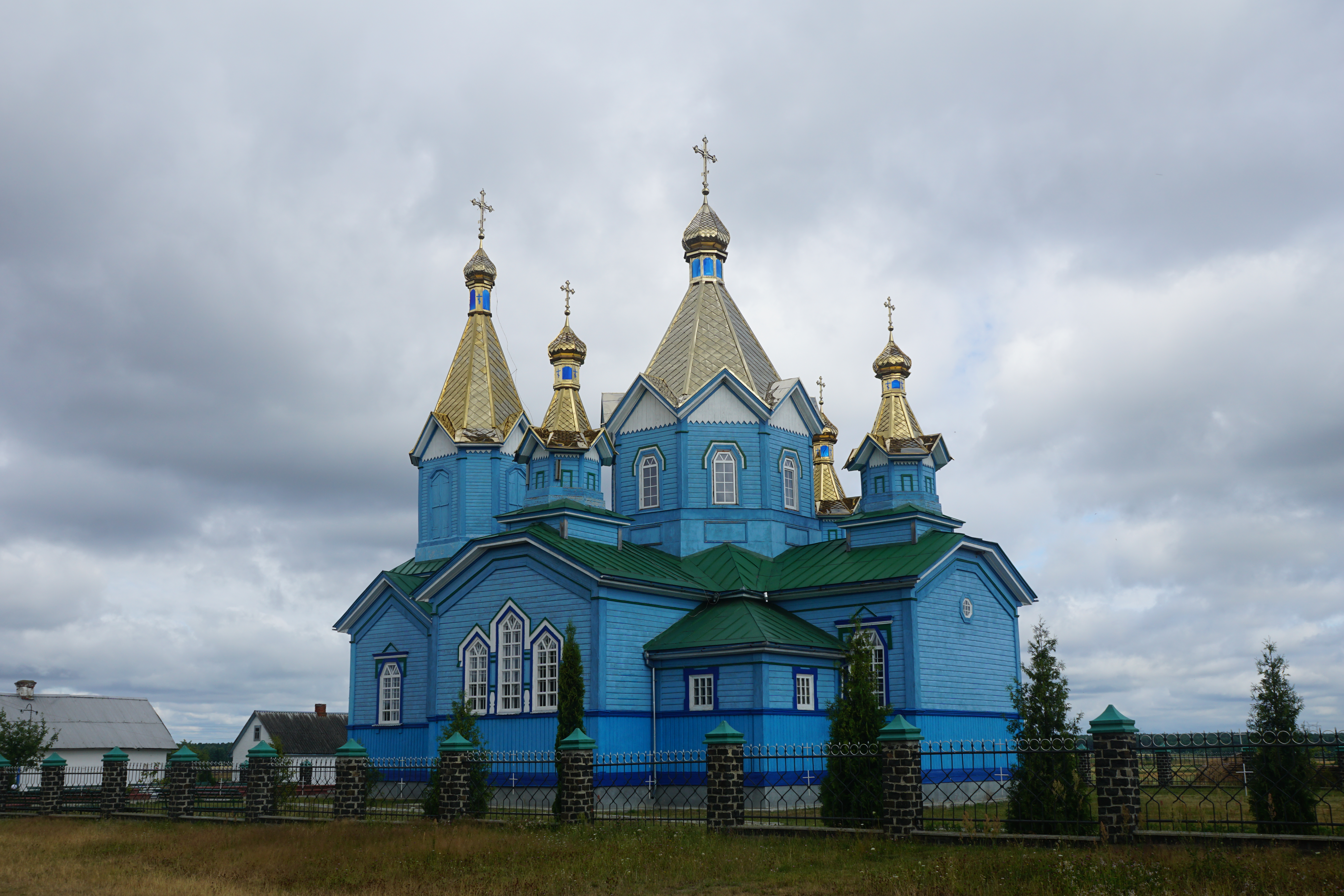
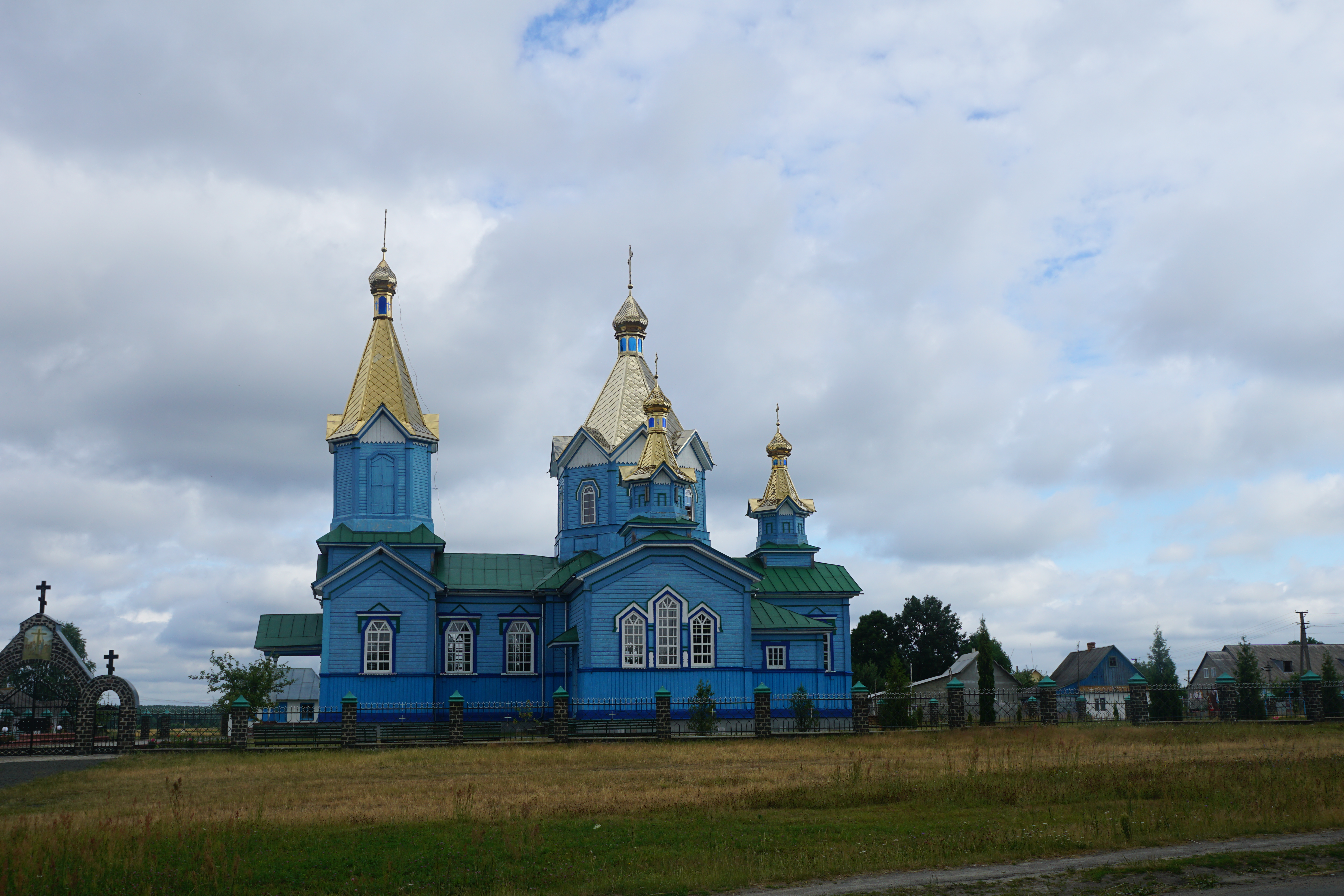